# Habitatge al carrer Consolat de Mar, 35 (Barcelona)
L'habitatge al carrer Consolat de Mar, 35 és un edifici catalogat com a bé cultural d'interès local que forma part de les denominades Voltes dels Pintors, en una placeta del carrer del Consolat de Mar, molt a prop de Santa Maria del Mar. Juntament amb les Voltes dels Encants, fan d'aquest indret un conjunt urbà especialment suggeridor.

## Descripció
Consta de planta baixa i quatre pisos més el terrat. L'edifici es recolza sobre uns pilars de pedra i bigues de fusta, a mode de porxo, les obertures del qual estan solucionades amb una llinda de fusta, el que recorda les construccions del segle xv. Tot i així, la resta de l'edifici no sembla que es pugui datar amb anterioritat del segle xviii.